# 서울엔지니어링
서울엔지니어링(Seoul Engineering Co. Ltd.)은 대한민국의 기업이다 유진투자증권을 상장주관사로 하여 상반기 상장을 목표로 절차를 밟고 있다

## 참고문헌
1. ↑  이근우, 200호 ‘이달의 기능한국인’에 이해양 서울엔지니어링 대표, 대한경제, 2023-10-16
2. ↑  류병화, ‘풍구 세계 1위’ 서울엔지니어링, 코스닥 상장 추진, 한국경제, 2023-07-06
3. ↑  류병화, 고로 필수 제품 '풍구' 1등…서울엔지니어링 상장 채비, 한국경제, 2023.07.08